# Нивки (Овручский район)
Ни́вки (укр. Нивки) — село на Украине, находится в Овручском районе Житомирской области. На 1986 год Нивки имел статус посёлка с населением 60 человек. В селе расположен остановочный железнодорожный пункт Нивки.
Код КОАТУУ — 1824281306. Население по переписи 2001 года составляет 6 человек. Почтовый индекс — 11100. Телефонный код — 4148.

## Адрес местного совета
11117, Житомирская область, Овручский р-н, с.Великая Черниговка